# Redoute Dagobert
La Redoute Dagobert est un édifice militaire construit au cours de la guerre du Roussillon sur les hauteurs de la commune de La Llagonne, dans le département des Pyrénées-Orientales. 
L'ouvrage, qui porte le nom du général Dagobert De Fontenille, se dresse sur le mamelon dit la « Solà del Moli » sur la rive gauche de la Têt et est aujourd'hui encore visible, bien que recouvert par une épaisse forêt de résineux.

## Histoire
La redoute est établie en automne 1793, après la première expédition victorieuse de la division Dagobert en Cerdagne. Les Espagnols, chassés de Puigcerdà, combattent alors sur leur sol loin des murs de la citadelle de Mont-Louis, point clé de la défense de la Cerdagne française et par extension des vallées de l'Ariège et de l'Aude. La protection de la forteresse est alors réévaluée et il est décidé d'établir sur les hauteurs de la Solà del Moli une redoute pouvant accueillir 120 hommes afin d'éviter l'approche des remparts par la Serre de Bolquère. La redoute est, comme décrit par le capitaine du Génie Tersas dans son Mémoire sur les ouvrages exécutés à Mont-Libre pour l'année 1793, 17 janvier 1794, palissadée sur tout son pourtour et 345 palissades supplémentaires sont laissées en dépôt dans l'édifice,.

## Description
La redoute Dagobert se présente comme un grand quadrilatère d'une cinquantaine de mètres de côté réalisé en terre et en pierres sèches. Elle accueille au sud une batterie à barbette, ce qui permet de couvrir les hauteurs de Bolquère ainsi que les abords de Mont-Louis.

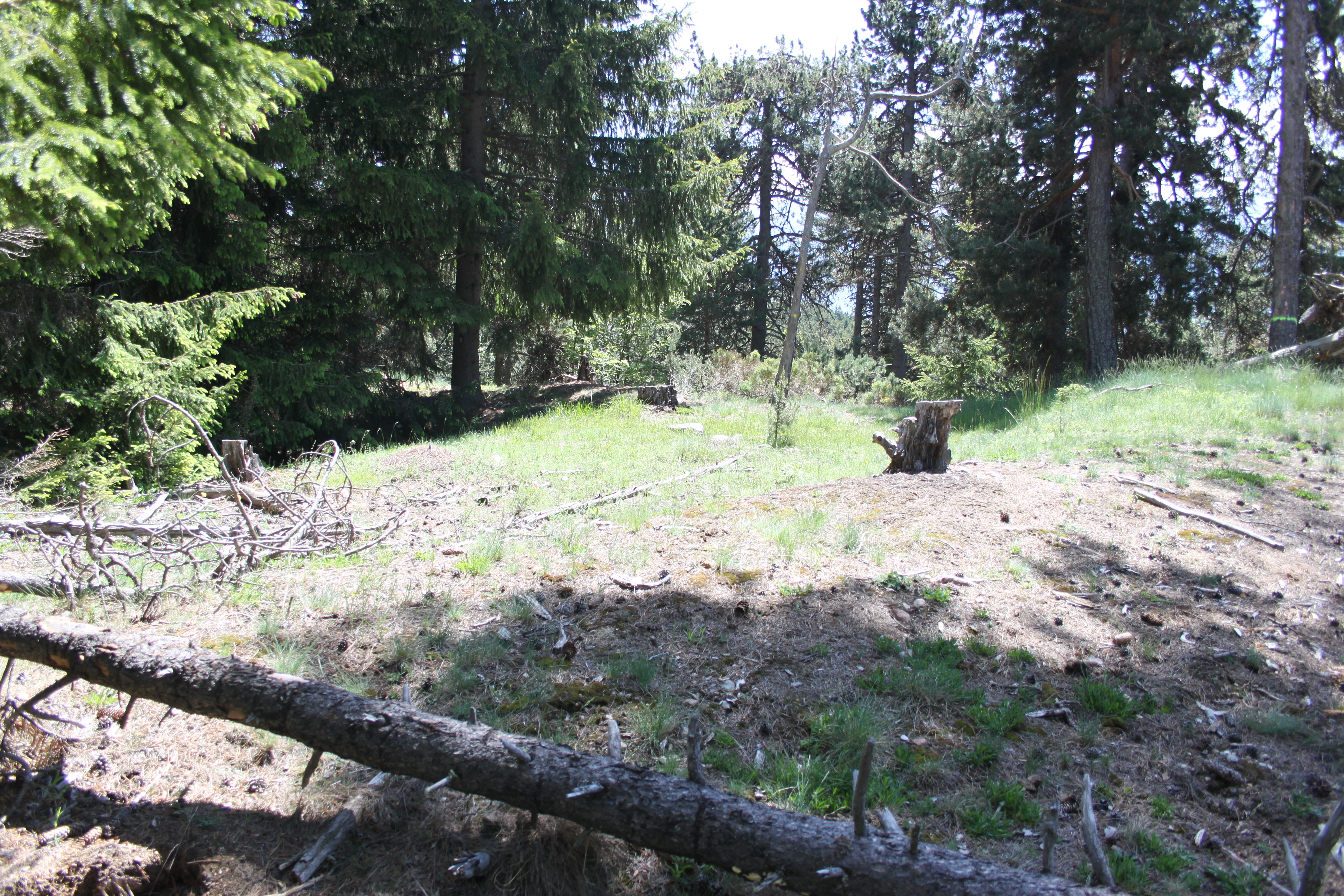
Vue de la batterie à Barbette. Au centre de l'image la plateforme d'artillerie surélevée par rapport au terreplein central et, à droite et au premier plan, le parapet de la batterie qui descend vers le Sud.

Selon l' Aide-mémoire militaire à l'usage des officiers d'infanterie et de cavalerie de Ch. de Fouan, 1844, les dimensions de la plateforme (environ 10 m de long) laissent penser qu'un maximum de 2 pièces d'artillerie pouvaient être opérées simultanément sur cette position. Les trois autre côtés de la redoute sont préparés en banquettes d'infanterie et couvrent les flancs Nord, Est et Ouest.